# Stig Blomqvist

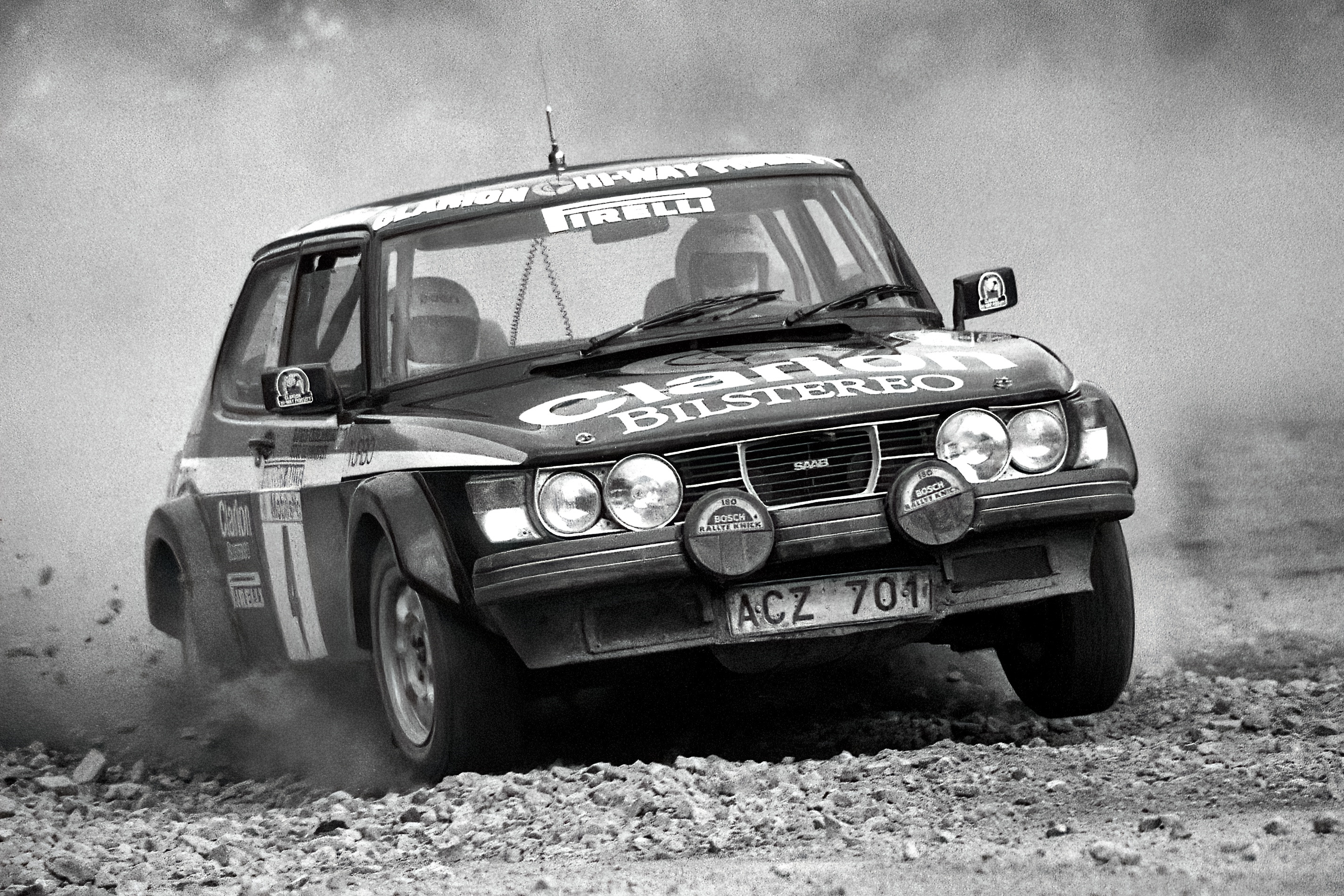
Stig Blomqvist con el Saab 99 Turbo (Hunsrück-Rallye 1980)

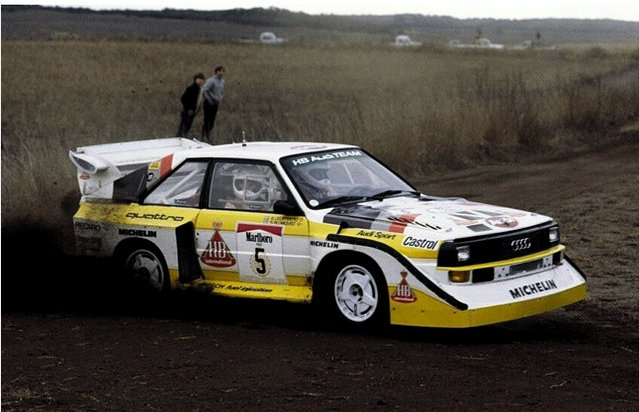
Stig Blomqvist en el Rally de Argentina de 1985.

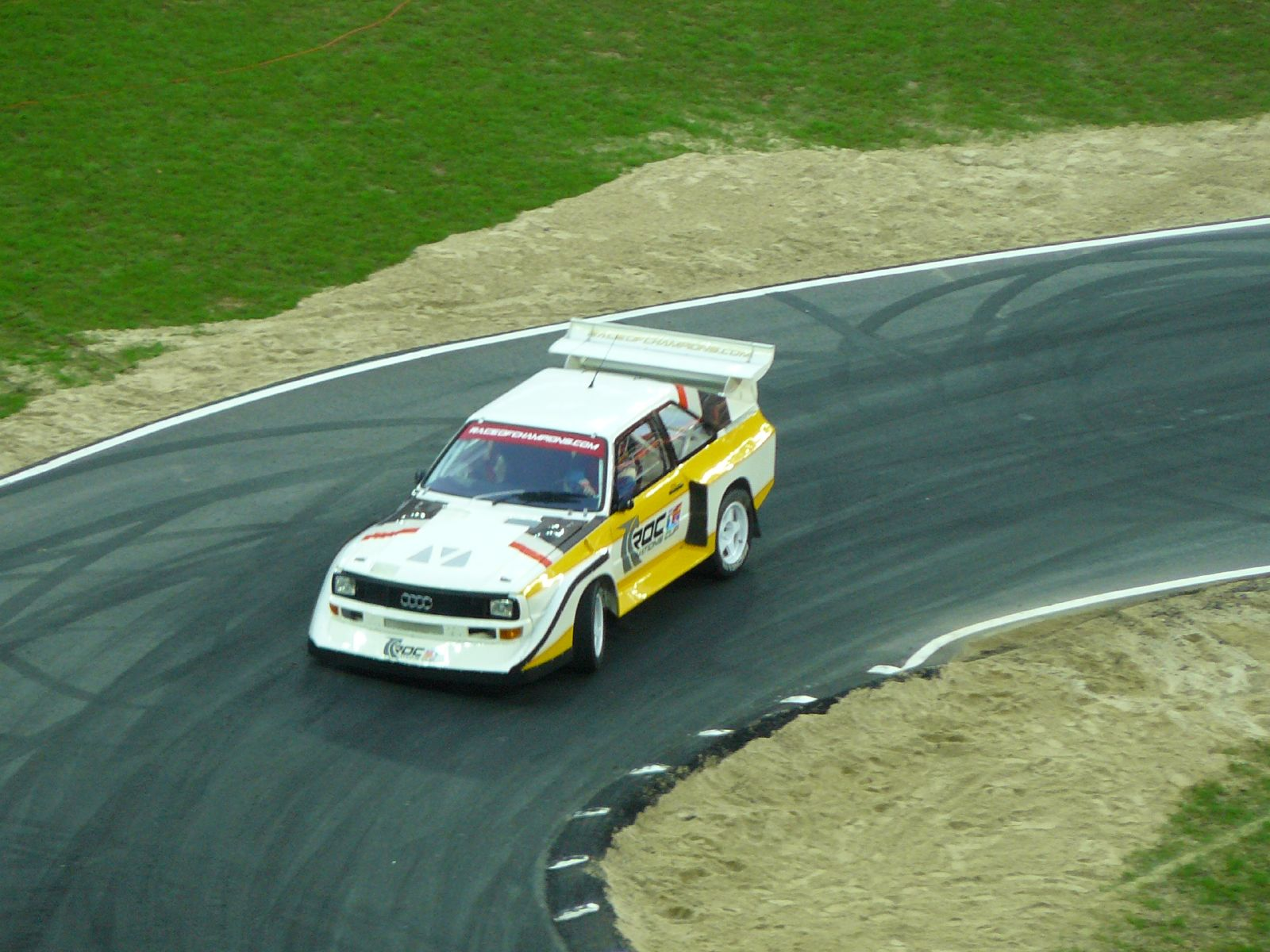
Blomqvist pilotando el Audi Quattro S1 en la Race of Champions de 2007.

"Stig" Lennart Blomqvist (29 de julio de 1946, Örebro, Suecia) es un expiloto de rallies sueco. Ganó el Campeonato Mundial de Rally en 1984 y resultó subcampeón en 1985 y cuarto en 1983 y 1988. A lo largo de su trayectoria mundialista logró 11 victorias y 33 podios. Por otra parte, obtuvo nueve títulos en el Campeonato Sueco de Rallyes, seis en el Campeonato Sueco de Montaña, uno en el Campeonato Sueco de Rallycross, uno en el Campeonato Británico de Rally, y uno en el Campeonato Sueco de Turismos.
Es padre del actual piloto británico Tom Blomqvist.

## Trayectoria deportiva
Sitg Blomqvist se sacó el carnet de conducir con 18 años e inmediatamente quedó segundo en un rally regional en 1964 cerca de la ciudad sueca de Karlstad, pilotando un Saab 96. Se unió al equipo de Saab y ganó su primer rally internacional en el Rally de Gran Bretaña de 1971.
Ganó el Rally de Suecia en 1971, 1972, 1973, 1977 y 1979, todos con la marca Saab. Ganaría también el Rally Boucles de Spa en 1976. Su experiencia con Saab terminó luego de que la marca abandonara la competición. Siguió compitiendo con otras marcas como Lancia y Talbot Sunbeam Lotus y en 1982 ingresó en el equipo Audi, que era el primero en competir con un vehículo con tracción a las cuatro ruedas: Audi Quattro. Compitió contra otras leyendas del mundo de los rallyes como Walter Röhrl, Markku Alén, Michèle Mouton y Hannu Mikkola, siendo varios de ellos compañeros suyos en Audi. Su carrera alcanzó su apogeo durante la época de los grupo B, y finalmente ganaría el Campeonato Mundial en 1984. Además de Audi, posteriormente compitió con marcas como Peugeot, Nissan, o Ford.
En los 90 utilizó su experiencia para ayudar al equipo Skoda para desarrollar el Skoda Felicia. Durante el Rally de Gran Bretaña de 1996, con 50 años de edad, quedó tercero con este vehículo.
En 2001, Stig Blomqvist, junto a su copiloto Ana Goñi, compitió en el Campeonato Mundial de Rally con un grupo N, el Mitsubishi Lancer Evo VI, terminando en 5º lugar en la categoría grupo N.
En septiembre de 2008, Blomqvist participó en el Colin McRae Forest Stages Rally, en Perth, Escocia. Fue uno de los campeones del mundo que participaron en el evento en memoria de Colin McRae, quien murió en 2007. Su copiloto fue Ana Goñi en un Ford Escort RS 1600.
En 2009 ganó la Carrera Panamericana, asisitido por su copiloto Ana Goñi.

## Resultados deportivos[5]

### Campeonato Mundial de Rally
| Año  | Equipo                    | Vehículo                  | 1       | 2       | 3       | 4       | 5       | 6       | 7       | 8       | 9       | 10      | 11      | 12      | 13     | 14      | 15  | 16  | Posición | Puntos |
| ---- | ------------------------- | ------------------------- | ------- | ------- | ------- | ------- | ------- | ------- | ------- | ------- | ------- | ------- | ------- | ------- | ------ | ------- | --- | --- | -------- | ------ |
| 1973 | Saab                      | Saab 96 V4                | MON     | SWE 1   | POR     | SAF     | MAR     | GRE     | POL     | FIN Ret | AUT Ret | SRE     | USA     | GBR Ret | COR    |         |     |     | -        | 0      |
| 1974 | Saab                      | Saab 96 V4                | POR     | SAF     | FIN 4   | SRE     | CAN     | USA     | GBR 2   | COR     |         |         |         |         |        |         |     |     | -        | 0      |
| 1975 | Saab                      | Saab 96 V4                | MON     | SWE 2   | SAF     | GRE     | MAR     | POR     | FIN Des | SRE     | COR     | GBR Ret |         |         |        |         |     |     | -        | 0      |
| 1976 | Saab                      | Saab 96 V4                | MON     | SWE 2   | POR     | SAF     | GRE     | MAR     |         |         |         |         |         |         |        |         |     |     | -        | 0      |
| 1976 | Saab                      | Saab 99EMS                |         |         |         |         |         |         | FIN Ret | SRE     | COR     | GBR 2   |         |         |        |         |     |     | -        | 0      |
| 1977 | Saab                      | Saab 99EMS                | MON     | SWE 1   | POR     | SAF     | NZL     | GRE     | FIN Ret | CAN     | SRE     | COR     | GBR Ret |         |        |         |     |     | -        | 0      |
| 1978 | Privado                   | Lancia Stratos HF         | MON     | SWE 4   |         |         |         |         |         |         |         |         |         |         |        |         |     |     | -        | 0      |
| 1978 | Privado                   | Saab 99EMS                |         |         | SAF     | POR     | GRE     | FIN     | CAN Ret | SRE     | CDM     | COR     |         |         |        |         |     |     | -        | 0      |
| 1978 | Saab Scania               | Saab 99 Turbo             |         |         |         |         |         |         |         |         |         |         | GBR Ret |         |        |         |     |     | -        | 0      |
| 1979 | Saab                      | Saab 99 Turbo             | MON     | SWE 1   | POR     | SAF     | GRE     | NZL     | FIN     | CAN     | SRE     | COR     | GBR Ret | CDM     |        |         |     |     | 10º      | 20     |
| 1980 | Saab                      | Saab 99 Turbo             | MON     | SWE 2   | POR     | SAF     | GRE     | ARG     | FIN     | NZL     | SRE     | COR     | GBR Ret | CDM     |        |         |     |     | 17º      | 15     |
| 1981 | Publimo Racing / Clarion  | Saab 99 Turbo             | MON     | SWE 5   | POR     | SAF     | COR     | GRE     | ARG     | BRA     |         |         |         |         |        |         |     |     | 13º      | 23     |
| 1981 | Team Talbot Sweden        | Talbot Sunbeam            |         |         |         |         |         |         |         |         | FIN 8   | SRE     | CDM     | GBR 3   |        |         |     |     | 13º      | 23     |
| 1982 | Audi Sport                | Audi Quattro              | MON     | SWE 1   | POR     | SAF     | COR     | GRE     | NZL     | BRA     | FIN 2   | SRM 1   | CDM     |         |        |         |     |     | 4º       | 58     |
| 1982 | Peugeot Talbot Sport      | Talbot Sunbeam            |         |         |         |         |         |         |         |         |         |         |         | GBR 8   |        |         |     |     | 4º       | 58     |
| 1983 | Audi Sport                | Audi Quattro A1           | MON 3   |         | POR Des | SAF     | COR     |         |         |         |         |         |         |         |        |         |     |     | 4º       | 89     |
| 1983 | Audi Sport                | Audi 80 Quattro           |         | SWE 2   |         |         |         |         |         |         |         |         |         |         |        |         |     |     | 4º       | 89     |
| 1983 | Audi Sport                | Audi Quattro A2           |         |         |         |         |         | GRE 3   | NZL Des | ARG 2   | FIN 2   | SRM Ret | CDM     | GBR 1   |        |         |     |     | 4º       | 89     |
| 1984 | Audi Sport                | Audi Quattro A2           | MON 2   | SWE 1   | POR Ret | SAF Ret | COR 5   | GRE 1   | NZL 1   | ARG 1   | FIN 4   |         |         |         |        |         |     |     | 1º       | 133    |
| 1984 | Audi Sport                | Audi Quattro Sport        |         |         |         |         |         |         |         |         |         | SRM Ret | COM 1   | GBR     |        |         |     |     | 1º       | 133    |
| 1985 | Audi Sport                | Audi Quattro Sport        | MON 4   | SWE 2   | POR 4   | SAF Ret | COR     | GRE 2   | NZL 4   |         |         |         |         |         |        |         |     |     | 2º       | 75     |
| 1985 | Audi Sport                | Audi Quattro Sport S1     |         |         |         |         |         |         |         | ARG Ret | FIN 2   | SRE     | CDM     | GBR     |        |         |     |     | 2º       | 75     |
| 1986 | Ford Motor Co. Ltd.       | Ford RS 200               | MON     | SWE Ret | POR Ret | SAF     | COR     | GRE Ret | NZL     |         |         |         |         | GBR Ret | USA    |         |     |     | 11º      | 22     |
| 1986 | Peugeot                   | Peugeot 205 Turbo 16 E2   |         |         |         |         |         |         |         | ARG 3   | FIN 4   | CDM     | SRE     |         |        |         |     |     | 11º      | 22     |
| 1987 | Ford Motor Co. Ltd.       | Ford Sierra XR4x4         | MON Des | SWE 6   | POR     |         |         |         |         | NZL Ret | ARG     |         |         |         |        |         |     |     | 7º       | 33     |
| 1987 | Ford Motor Co. Ltd.       | Ford Sierra RS Cosworth   |         |         |         | SAF Ret | FRA Ret | GRE     | USA     |         |         | FIN 3   | CDM     | SRE     | GBR 2  |         |     |     | 7º       | 33     |
| 1988 | Rally Sport Sweden        | Ford Sierra XR 4x4        | MON     | SWE 2   |         |         |         |         |         |         |         |         |         |         |        |         |     |     | 4º       | 41     |
| 1988 | Ford Motor Co. Ltd.       | Ford Sierra RS Cosworth   |         |         | POR 5   | SAF     | COR     | GRE     | USA     | NZL     | ARG     | FIN 5   | CDM     | SRM 7   | GBR 6  |         |     |     | 4º       | 41     |
| 1989 | Team VAG Sweden           | Audi 200 Quattro          | SWE 5   | MON     | POR     |         |         |         |         |         |         |         |         |         |        |         |     |     | 16º      | 20     |
| 1989 | Volkswagen Motorsport     | Volkswagen Golf GTi       |         |         |         | SAF 3   | COR     | GRE     | NZL     | ARG     | FIN     | AUS     | SRM     | CDM     | GBR    |         |     |     | 16º      | 20     |
| 1991 | Nissan Motorsports Europe | Nissan Sunny GTI-R        | MON     | SWE     | POR     | SAF 5   | COR     | GRE Ret | NZL     | ARG     | FIN 8   | AUS     | SRM     | CDM     | ESP    | GBR Ret |     |     | 24º      | 11     |
| 1992 | Nissan Motorsports Europe | Nissan Sunny GTI-R        | MON     | SWE 3   | POR     | SAF     | COR     | GRE     | NZL     | ARG     | FIN Ret | AUS     | SRM     | CDM     | ESP    | GBR Ret |     |     | 21º      | 12     |
| 1993 | Opel Team Sweden          | Opel Calibra Turbo 4x4    | MON     | SWE Ret | POR     | SAF     | COR     | GRE     | ARG     | NZL     | FIN     | AUS     | SRM     | ESP     | GBR    |         |     |     | -        | 0      |
| 1994 | Ford Motor Co. Ltd.       | Ford Escort RS Cosworth   | MON     | POR     | SAF     | COR     | GRE     | ARG     | NZL     | FIN     | SRM     | GBR 4   |         |         |        |         |     |     | 17º      | 10     |
| 1995 | R.A.S. Ford               | Ford Escort RS Cosworth   | MON     | SWE 7   | POR     | COR     | NZL     | AUS     | ESP     |         |         |         |         |         |        |         |     |     | 15º      | 4      |
| 1995 | Trigard Team Škoda        | Škoda Felicia Kit Car     |         |         |         |         |         |         |         | GBR 21  |         |         |         |         |        |         |     |     | 15º      | 4      |
| 1996 | Ford Motor Co. Ltd.       | Ford Escort RS Cosworth   | SWE 8   | SAF 7   | IND     | GRE     | ARG     | FIN     |         |         |         |         |         |         |        |         |     |     | 18º      | 7      |
| 1996 | Škoda Motorsport          | Škoda Felicia Kit Car     |         |         |         |         |         |         | AUS Ret | SRM     | ESP     |         |         |         |        |         |     |     | 18º      | 7      |
| 1997 | Mobil Ford Motorsport     | Ford Escort RS Cosworth   | MON     | SWE 10  | SAF     | POR     | ESP     | COR     | ARG     | GRE     | NZL     | FIN     | IND     | SRM     | AUS    | GBR     |     |     | -        | 0      |
| 1999 | Ford Motor Co. Ltd.       | Ford Puma Kit Car         | MON     | SWE Ret | SAF     | POR     | ESP     | COR     | ARG     | GRE     | NZL     | FIN     | CHI     | SRM     | AUS    | GBR     |     |     | -        | 0      |
| 2000 | Privado                   | Mitsubishi Lancer EVO VI  | MON     | SWE     | SAF     | POR     | ESP     | ARG     | GRE     | NZL     | FIN     | CHI     | COR     | SRM     | AUS    | GBR Ret |     |     | -        | 0      |
| 2001 | David Sutton Cars Ltd     | Mitsubishi Lancer Evo VI  | MON     | SWE 18  | POR Ret | ESP 21  | ARG Ret | CHI Ret | GRE Ret | SAF Ret |         | NZL 21  | SRM 30  | COR     | AUS 23 | GBR 16  |     |     | -        | 0      |
| 2001 | Škoda                     | Škoda Octavia WRC Evo2    |         |         |         |         |         |         |         |         | FIN 22  |         |         |         |        |         |     |     | -        | 0      |
| 2002 | Škoda Motorsport          | Škoda Octavia WRC Evo2    | MON     | SWE 15  | COR     | ESP Ret | CHI     | ARG     | GRE 17  | SAF     | FIN     | GER     | SRM     |         |        |         |     |     | -        | 0      |
| 2002 | Privado                   | Mitsubishi Lancer Evo VII |         |         |         |         |         |         |         |         |         |         |         | NZL 19  | AUS 22 | GBR Ret |     |     | -        | 0      |
| 2003 | David Sutton Cars Ltd     | Subaru Impreza WRX STi    | MON     | SWE 26  | TUR     | NZL 24  | ARG     | GRE     | CHI 11  | GER 29  | FIN     | AUS 19  | SRM     | COR 20  | ESP    | GBR     |     |     | -        | 0      |
| 2004 | David Sutton Cars Ltd     | Subaru Impreza WRX STi    | MON     | SWE 21  | MEX     | NZL     | CHI     | GRE 14  | TUR     | ARG     | FIN     | GER     | JAP     | GBR     | CER    | COR     | ESP | AUS | -        | 0      |
| 2005 | Privado                   | Subaru Impreza WRX STi    | MON     | SWE 20  | MEX     | NZL     | ITA     | CYP     | TUR     | GRE     | ARG     | FIN     | GER     | GBR     | JPN    | FRA     | ESP | AUS | -        | 0      |
| 2006 | Privado                   | Subaru Impreza WRX STi    | MON     | SWE 24  | MEX     | ESP     | FRA     | ARG     | ITA     | GRE     | GER     | FIN     | JPN     | CYP     | TUR    | AUS     | NZL | GBR | -        | 0      |

### Otras pruebas
| Año  | Vehículo                     | Copiloto        | Rally                                       | Posición                           |
| ---- | ---------------------------- | --------------- | ------------------------------------------- | ---------------------------------- |
| 1967 | SAAB 96 V4                   | L. Blomqvist    | Rally de Suecia                             | 9º                                 |
| 1968 | SAAB 96 V4                   | B. Reinicke     | Rally de Suecia                             | 8º                                 |
| 1969 | SAAB 96 V4                   | B. Moreus       | Rally de Suecia                             | 8º                                 |
| 1970 | SAAB 96 V4                   | Bo Reinicke     | Rally de Suecia                             | 2º                                 |
| 1971 | SAAB 96 V4                   | Arne Hertz      | RAC Rally                                   | 1.º                                |
| 1971 | SAAB 96 V4                   | Arne Hertz      | Hankiralli                                  | 1.º                                |
| 1971 | SAAB 96 V4                   | Arne Hertz      | Rally de Suecia                             | 1.º                                |
| 1971 | SAAB 96 V4                   | Arne Hertz      | 1000 Lakes Rally                            | 1.º                                |
| 1971 | SAAB 96 V4                   | Arne Hertz      | Safari Rally                                | 13º                                |
| 1972 | SAAB V4                      | Arne Hertz      | Rally de Suecia                             | 1.º                                |
| 1972 | SAAB 96 V4                   | Arne Hertz      | RAC Rally                                   | 2º                                 |
| 1973 | SAAB 96 V4                   | Arne Hertz      | Cyprus Rally                                | 1.º                                |
| 1974 | SAAB 96 V4                   | Hans Sylván     | Arctic Rally                                | 2º                                 |
| 1975 | SAAB 96 V4                   | Hans Sylván     | Arctic Rally                                | 2º                                 |
| 1976 | SAAB 99 EMS                  | Hans Sylvan     | Boucles de Spa Rally                        | 1.º                                |
| 1977 | SAAB 96 V4                   | Hans Sylván     | Finnish Hankiralli                          | 1.º                                |
| 1978 | SAAB 99 EMS                  |                 | Rallye Pistons les Wapitis (Canadá)         | 1.º                                |
| 1978 | SAAB 99 EMS                  | John Buffum     | La Jornada Trabajosa Rally (California)     | 1.º                                |
| 1978 | SAAB 99 EMS                  |                 | Baie des Chaleurs (Canadá)                  | 2º                                 |
| 1979 | SAAB 99 turbo                |                 | South Swedish Rally                         | 1.º                                |
| 1979 | SAAB 99 turbo                | Björn Cederberg | Mintex International Rally                  | 1.º                                |
| 1979 | SAAB 99 turbo                | Björn Cederberg | Circuit of Ireland                          | 6º                                 |
| 1979 | SAAB 99 turbo                | Björn Cederberg | International Welsh Rally                   | 8º                                 |
| 1979 | SAAB 99 turbo                |                 | British TV Rally Sprint                     | 2º                                 |
| 1979 | SAAB 99 turbo                | Björn Cederberg | Ulster Rally                                | 3º                                 |
| 1980 | SAAB 99 turbo                |                 | South Swedish Rally                         | 1.º                                |
| 1980 | SAAB 99 turbo                | Björn Cederberg | Boucles des Spa                             | 1.º                                |
| 1980 | SAAB 99 turbo                | Björn Cederberg | Costa Smeralda                              | 2º                                 |
| 1980 | SAAB 99 turbo                | Björn Cederberg | Polar Bergslags Rally                       | 1.º                                |
| 1980 | SAAB 99 turbo                | Björn Cederberg | Rally Nord                                  | 1.º                                |
| 1980 | SAAB 99 turbo                | Björn Cederberg | Badarsvängen                                | 1.º                                |
| 1980 | SAAB 99 turbo                |                 | British TV Texaco Rallysprint               | 3º                                 |
| 1981 | SAAB 99 turbo                |                 | South Swedish Rally                         | 2º                                 |
| 1982 | SAAB 99 turbo                |                 | South Swedish Rally                         | 1.º                                |
| 1983 | Audi Quattro                 | Björn Cederberg | Scottish Rally                              | 1.º                                |
| 1983 | Audi Quattro                 | Björn Cederberg | Ulster Rally                                | 1.º                                |
| 1986 | Audi Quattro                 |                 | Hong Kong-Beijing Rally                     | 1.º                                |
| 1986 | Ford RS200                   |                 | South Swedish Rally                         | 1.º                                |
| 1988 | Ford Sierra Cosworth         | Benny Melander  | Rally Mille Miglia                          | 2º                                 |
| 1990 | Ford Sierra RS500            |                 | Campeonato Británico de Turismos, Donington | 2º                                 |
| 1991 | Ford Sierra RS500            |                 | Campeonato Sueco de Turismos Anderstorp     | 1.º                                |
| 1992 | Mini-Cooper S                |                 | Historic RAC Rally                          | 8º                                 |
| 1993 | Porsche 911                  |                 | Historic RAC Rally                          | 7º                                 |
| 1994 | Ford Escort RS Cosworth      | Benny Melander  | South Swedish Rally                         | 2º                                 |
| 1994 |                              |                 | Race of Champions, Gran Canaria             | 2º                                 |
| 1994 | Ford Escort RS Cosworth      | Benny Melander  | Rally de Suecia                             | 3º                                 |
| 1995 | Ford Escort Cosworth         | Benny Melander  | South Swedish Rally                         | 3º                                 |
| 1996 | Skoda Felicia Kit Car        | Benny Melander  | RAC Rally                                   | 3º (1.º en F2)                     |
| 1997 |                              |                 | Race of Champions Classic                   | 2º                                 |
| 1997 | Skoda Felicia                | Benny Melander  | Pirelli International Rally                 | 3º                                 |
| 1997 | Skoda Felicia Kit Car        | Benny Melander  | Manx International Rally                    | 8º                                 |
| 1997 | Mitsubishi Lancer RS Evo III | Leif Lindberg   | South Swedish Rally                         | 9º                                 |
| 1997 | Ford Mondeo                  |                 | Swedish Touring Car Championship            | 5º                                 |
| 1998 | Ford Mondeo WSR              |                 | Swedish Touring Car Championship (STCC)     | 13º                                |
| 1999 | Ford Escort RS Cosworth      | Benny Melander  | Rallye de Azores                            | 10º                                |
| 1999 |                              |                 | Group N Rally Masters Argentina             | 1.º                                |
| 1999 | Ford Escort RS Cosworth      | Lance Smith     | Maine Forest Rally, USA                     | 1.º                                |
| 2000 | Ford Capri Perana V8         | Ben Rainsford   | London-Sydney Marathon                      | 1.º                                |
| 2000 | Subaru Impreza               | Mark Crowe      | Irish Rally Summit                          | 4º                                 |
| 2001 | Ford RS200                   |                 | Pikes Peak International Hill Climb         | 2º unlimited                       |
| 2002 | Ford RS200                   |                 | Pikes Peak International Hill Climb         | 4º overall, 2º unlimited           |
| 2004 | Ford Escort Mk II RS         | Ana Goñi        | Roger Albert Clark Rally, UK                | 1.º                                |
| 2004 |                              |                 | Pikes Peak International Hill Climb         | 1.º unlimited (unofficial results) |
| 2005 | Subaru Impreza STi WRX       | Ana Goñi        | Oregon Trail Rally                          | 1.º                                |
| 2005 | Subaru Impreza               | Pauline Gullick | Susquehannock Trail ProRally                | 3º (1.º N)                         |
| 2005 | Subaru Impreza STi WRX       | Ana Goñi        | ojibwe forest rally                         | 1.º                                |
| 2005 | Ford Escort Mk II RS         |                 | Roger Albert Clark Rally                    | 2º                                 |
| 2007 | Ford Escort Mark 1           | Ana Goñi        | East African Safari Classic Rally           | 1.º                                |
| 2007 | Ford Escort RS               | Ana Goñi        | Rally Costa Brava                           | 25º                                |
| 2008 | Studebaker Starliner 1953    | Ana Goñi        | Carrera Panamericana                        | 4º                                 |
| 2009 | Studebaker Starliner 1953    | Ana Goñi        | Carrera Panamericana                        | 1.º                                |
| 2009 | Mitsubishi Lancer Evo IX     | Ragnar Spjuth   | Janner Rally                                | 5º                                 |

### Títulos
| Año  | Título                             | Otros                   |
| ---- | ---------------------------------- | ----------------------- |
| 1971 | Campeonato de Suecia de Rally      | 1.º Clase R             |
| 1971 | Campeonato de Suecia de Rally      | 1.º Clase T gr. 2       |
| 1973 | Campeonato de Suecia de Rally      |                         |
| 1974 | Campeonato de Suecia de Rally      |                         |
| 1975 | Campeonato de Suecia de Rally      |                         |
| 1976 | Campeonato de Suecia de Rally      |                         |
| 1978 | Campeonato de Suecia de Rally      |                         |
| 1980 | Campeonato de Suecia de Rally      |                         |
| 1982 | Campeonato de Suecia de Rally      |                         |
| 1982 | Campeonato de Montaña de Suecia    |                         |
| 1983 | Campeonato de Suecia de Rallycross | Audi Quattro            |
| 1983 | Campeonato de Montaña de Suecia    | Audi Quattro            |
| 1983 | Campeonato Británico de Rally      | Audi Quattro            |
| 1984 | Campeonato del Mundo de Rally      | Audi Quattro            |
| 1987 | Campeonato de Montaña de Suecia    | Ford RS200              |
| 1988 | Campeonato de Montaña de Suecia    | Ford RS200              |
| 1989 | Campeonato de Montaña de Suecia    | Ford RS200              |
| 1989 | Race of Champions, Nürburgring     |                         |
| 1990 | Race of Champions, Barcelona       |                         |
| 1990 | Campeonato de Suecia Touring Car   | Ford Sierra RS500       |
| 1993 | Campeonato de Montaña de Suecia    |                         |
| 1994 | Campeonato de Suecia de Rally      | Ford Escort RS Cosworth |
| 2009 | La Carrera Panamericana            | Studebaker              |

| Predecesor: Hannu Mikkola | Campeón Mundial de Rally 1984 | Sucesor: Timo Salonen |